# Madugondo (Kajoran)
Madugondo is een bestuurslaag in het regentschap Magelang van de provincie Midden-Java, Indonesië. Madugondo telt 888 inwoners (volkstelling 2010).